# Vought-Sikorsky 300
Vought-Sikorsky VS-300 (S-46) — перший дослідний вертоліт фірми конструктора Ігоря Сікорського. Номер 300 зафіксував третій побудований Сікорським вертоліт, з урахуванням двох, побудованих у Києві.
14 вересня 1939 року Ігор Сікорський нарешті відірвав VS-300 від землі. Політ здійснювався на прив'язі за декілька метрів від землі. Після переробки і ремонту після аварії (вертоліт перекинувся), 13 травня 1940 року Сікорський вперше піднявся в повітря без прив'язі.
На початку 1941 року діяльність компанії Сікорського оцінило керівництво ВПС США, і високі армійські чини підтримали розробку вертольота і виділили кошти на розробку проєкту VS-316 (S-47), який отримав армійське позначення XR-4, і будівництво одного зразка.
До осені 1943 року VS-300 повністю вичерпав себе як експериментальний апарат. Всього за час випробувань VS-300 проведено 18 значних переробок машини, кілька сотень дрібних змін, низку серйозних ремонтів після аварій.
У жовтні 1943 року VS-300 передали в музей Генрі Форда в Дірборні, штат Мічиган. Він міститься там донині, за винятком подорожі назад на завод Sikorsky Aircraft для відновлення 1985 року.

## ЛТХ
- Діаметр несучого гвинта: 8,53 м
- Довжина: 8,90 м
- Висота: 2,90 м
- Маса порожнього: 368 кг
- Маса максимальна злітна: 698 кг
- Двигун: 1 × Franklin[en] 4AC-199-E[en]
- Потужність двигуна: 90 к. с. (67,11 кВт)
- Максимальна швидкість: 90 км/год
- Екіпаж: 1 особа